# Leo Ferrari
Leo Charles Ferrari (né le 8 décembre 1927 et mort le 7 octobre 2010) est un philosophe et professeur de l'Université Saint-Thomas (Nouveau-Brunswick). Il a aidé à fonder la Flat Earth Society of Canada, dont il a été président quelques années,,.

## Biographie
Née à Bathurst (Australie), Leo Ferrari obtient un baccalauréat universitaire de l'université de Sydney en 1948. En 1955, il émigre au Canada pour effectuer des études graduées en philosophie. Il obtient un Ph.D. de l'Université Laval en 1957. Par la suite, il enseigne à Université Saint Mary's d'Halifax (1957-58), puis devient assistant professeur à l'Université Mount Saint Vincent (1958-61) et professeur à l'Université Saint-Thomas. 